# E50

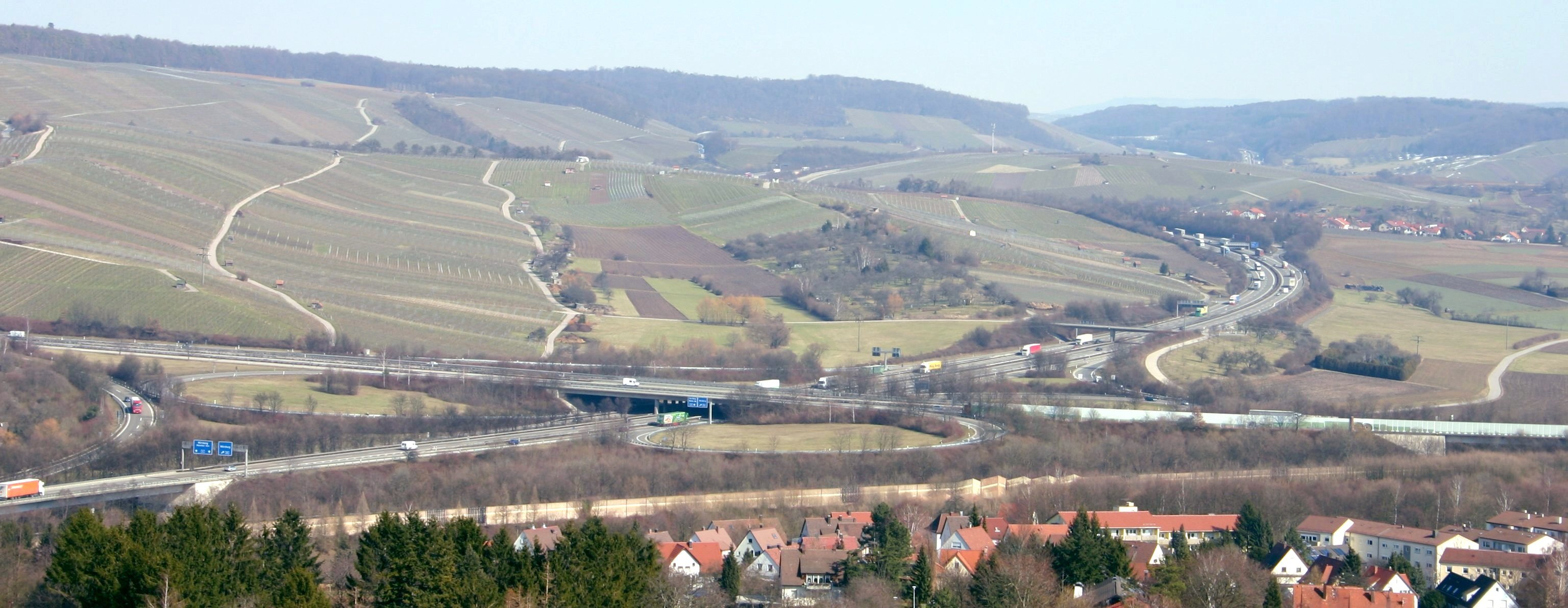
E50/A6 korsar E41/A81 nära Heilbronn.

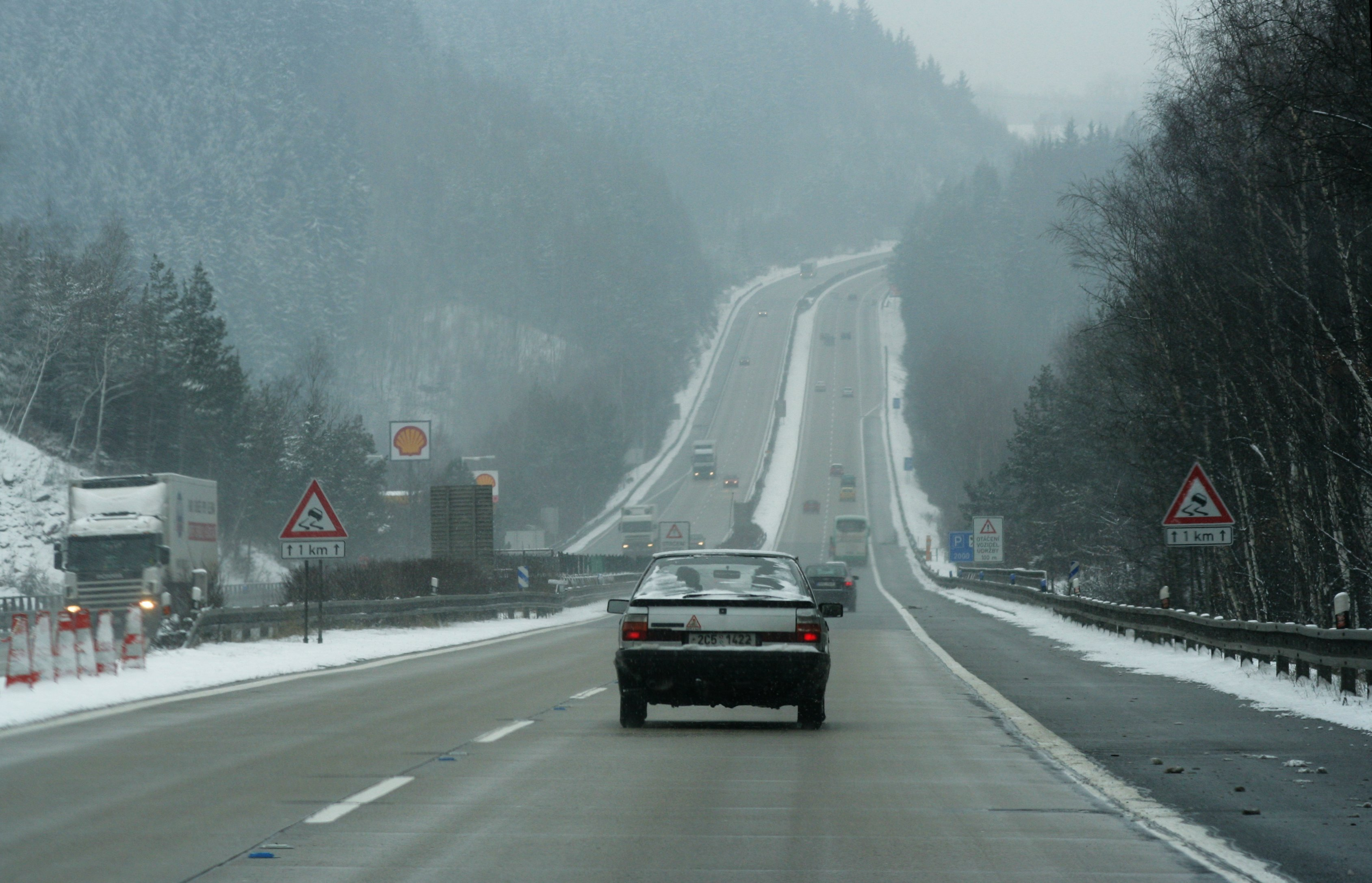
E50/D1 i Tjeckien

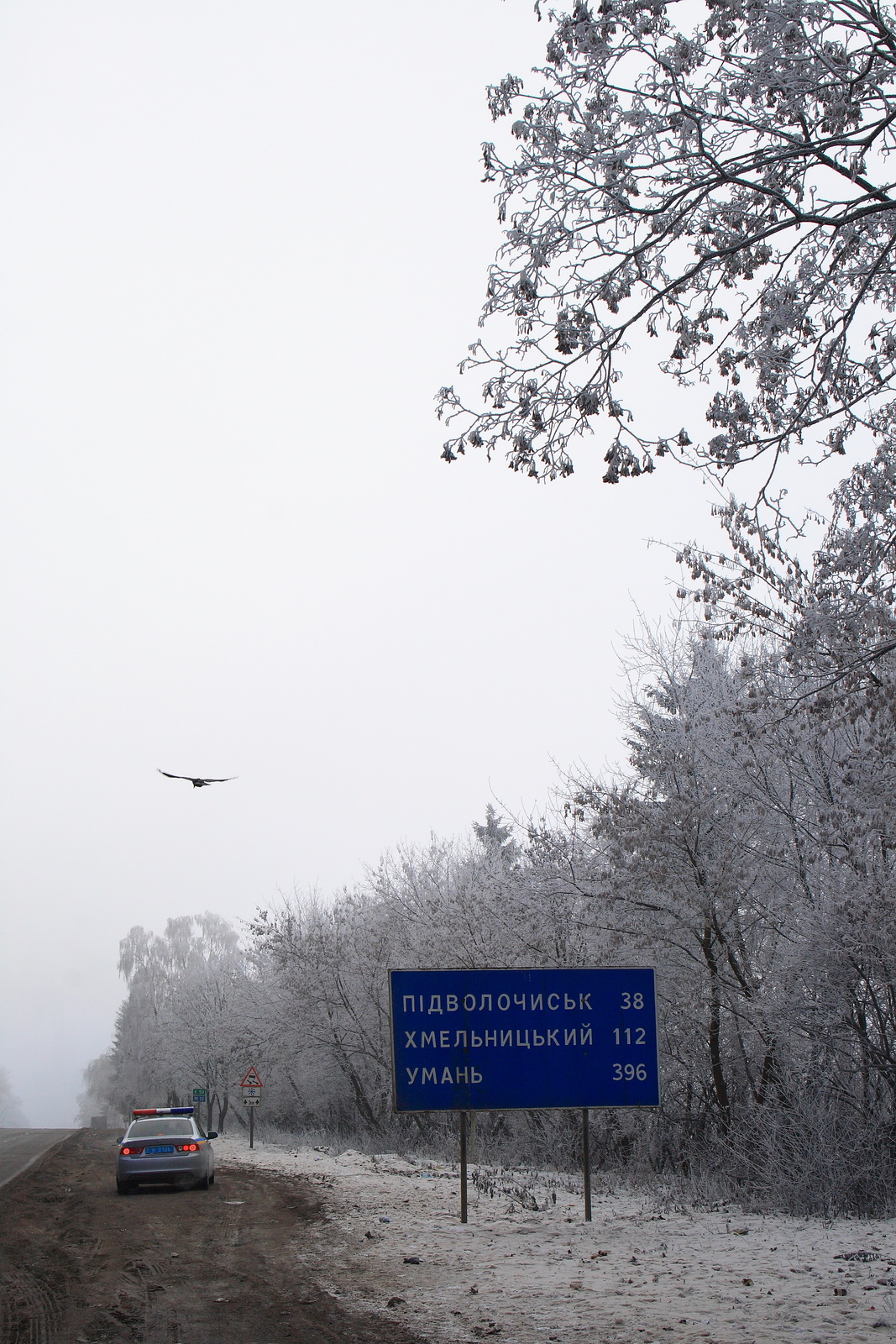
E50 något öster om Ternopil i Ukraina

E50 eller Europaväg 50 är en 4 910 kilometer lång europaväg som börjar i Brest i Frankrike och slutar i Machatjkala i Ryssland. Den passerar dessutom Tyskland, Tjeckien, Slovakien och Ukraina.

## Sträckning
Brest(Frankrike) - Rennes - Le Mans - Paris - Reims - Metz - (gräns Frankrike-Tyskland) - Saarbrücken - Mannheim - Heilbronn - Nürnberg - (gräns Tyskland-Tjeckien) - Rozvadov - Plzeň - Prag - Jihlava - Brno - (gräns Tjeckien-Slovakien) - Trenčín - Prešov - Košice - (gräns Slovakien-Ukraina) - Uzjhorod - Stryj - Ternopil - Vinnytsja - Kirovohrad - Dnipro - Donetsk - (gräns Ukraina-Ryssland) - Rostov-na-Donu - Armavir - Mineralnije Vody - Machatjkala

## Motorvägar
Vissa delar av vägen är motorväg.
- A11 (motorväg, Frankrike)
- A4 (motorväg, Frankrike)
- A6 (motorväg, Tyskland)
- D5 (motorväg, Tjeckien)
- D1 (motorväg, Tjeckien)
- D1 (motorväg, Slovakien)

## Anslutningar till andra europavägar
| - E60 - E401 - E3 - E501 - E402 - E502 - E5 - E15 |  | - E17 - E46 - E21 - E25 - E29 - E31 - E451 - E35 |  | - E41 - E43 - E45 - E56 - E53 - E49 - E48 - E55 |  | - E65 - E551 - E59 - E461 - E462 - E75 - E572 - E442 |  | - E75 - E77 - E371 - E571 - E58 - E81 - E471 - E85 |  | - E583 - E95 - E577 - E95 - E40 - E115 - E117 - E119 |